# Ulmerochorema rubiconum
Ulmerochorema rubiconum là một loài Trichoptera thuộc họ Hydrobiosidae. Chúng phân bố ở miền Australasia.